# Piazza Dalmazia
Piazza Dalmazia è una piazza della zona di Rifredi, nel quartiere 5 di Firenze.

## Storia e descrizione
La piazza è il centro fondamentale a livello viario, commerciale e culturale.
Nata a seguito dei grandi progetti d'urbanizzazione che hanno seguito Firenze dopo la Grande Guerra, la piazza, all'inizio, era intitolata al garibaldino, scrittore e deputato del Regno d'Italia Ettore Socci. Nel 1928, la piazza venne rinominata Dalmazia per ricordare la regione balcanica ancora irredenta dopo il grande conflitto mondiale, tanto che nel centro della piazza fu eretto un monumento ai caduti della Grande Guerra modellato dallo scultore Mario Moschi e fuso dalla Fonderia Artistica Ferdinando Marinelli di Firenze. Lo scultore produsse, sempre nella piazza, il cippo ai caduti morti durante la liberazione di Firenze.
| ALLA MEMORIA DI QUANTI CADDERO NELLA LOTTA DI LIBERAZIONE E NELLA GUERRA VOLUTA DAI NAZIFASCISTI |

Nel 2017 la piazza viene riaperta a seguito dei lavori per la Tramvia di Firenze con un nuovo assetto.
Il 13 dicembre 2011 la piazza entra nelle prime pagine dei giornali per l'omicidio di due giovani senegalesi, Samb Modou e Diop Mor, per mano di Gianluca Casseri, esponente del movimento di estrema destra Casa Pound. Il fatto verrà ricordato come Strage di Firenze.